# Antoine Fauré
Antoine Fauré (Lyon, 10 de janeiro de 1869 - Dijon, 9 de setembro de 1954) foi um ciclista  profissional francês. Correu entre os anos de 1904 e 1912.

## Participações no Tour de France
- Tour de France 1909 : 37º da classificação geral